# Die Dreizehn aus Stahl
Die Dreizehn aus Stahl er en tysk stumfilm fra 1921 af Johannes Guter.

## Medvirkende
- Carl de Vogt som Frank Steen
- Georg H. Schnell som Robert Chester
- Claire Lotto	som Mary Reading
- Rudolf Hofbauer som Davis
- Joseph Klein
- Nien Soen Ling
- Auguste Prasch-Grevenberg